# Security Identifier
Security Identifier, SID – jest numeryczną reprezentacją podmiotu zabezpieczeń w architekturze Windows NT.

## Przegląd
Windows zezwala lub zabrania na dostęp do zasobów na podstawie ACL, która używa SIDa do identyfikowania użytkowników i ich przynależności do grup.
Budowa SIDa może zostać wyjaśniona na następującym przykładzie: "S-1-5-21-7623811015-3361044348-030300820-1013"
| S                  | 1            | 5                          | 21-7623811015-3361044348-030300820            | 1013 |
| ------------------ | ------------ | -------------------------- | --------------------------------------------- | --- |
| String jest SIDem. | Wersja SIDa. | Identyfikator uprawnienia. | Identyfikator domeny lub lokalnego komputera. | Relatywne ID (RID). Każda (z wyjątkami, patrz niżej) grupa lub użytkownik będzie mieć RID 1000 albo wyższy. |

## Znane SIDy
Istnieje lista znanych SIDów, po to aby pewne konta systemowe mogły być zawsze znalezione. Microsoft utrzymuje listę SIDów w artykule Supportu.
| SID              | Opis |
| ---------------- | --- |
| S-1-5-18         | Local System, konto serwisowe używane przez system. |
| S-1-5-19         | NT Authority, usługi lokalne |
| S-1-5-20         | NT Authority, usługi sieciowe |
| S-1-5-domena-500 | Konto Administrator. Domyślnie jedyne konto mające pełną kontrolę nad systemem. |
| S-1-5-domena-501 | Konto gościa dla ludzi niemających konta. Konto to nie wymaga hasła. Domyślnie, konto Gościa jest wyłączone. |
| S-1-5-domena-512 | Administratorzy domeny – globalna grupa, której członkowie mogą administrować domeną. Domyślnie, administratorami domeny są użytkownicy z grupy Administratorzy na wszystkich komputerach dołączonych do domeny, włączając w to kontrolery domeny. |
| S-1-5-domena-513 | Użytkownicy domeny. |
| S-1-5-domena-514 | Goście domeny – globalna grupa, która domyślnie zawiera w sobie jednego członka, wbudowane w domenie konto Gościa. |